# 齊里比希納河
19°53′S 44°27′E / 19.883°S 44.450°E

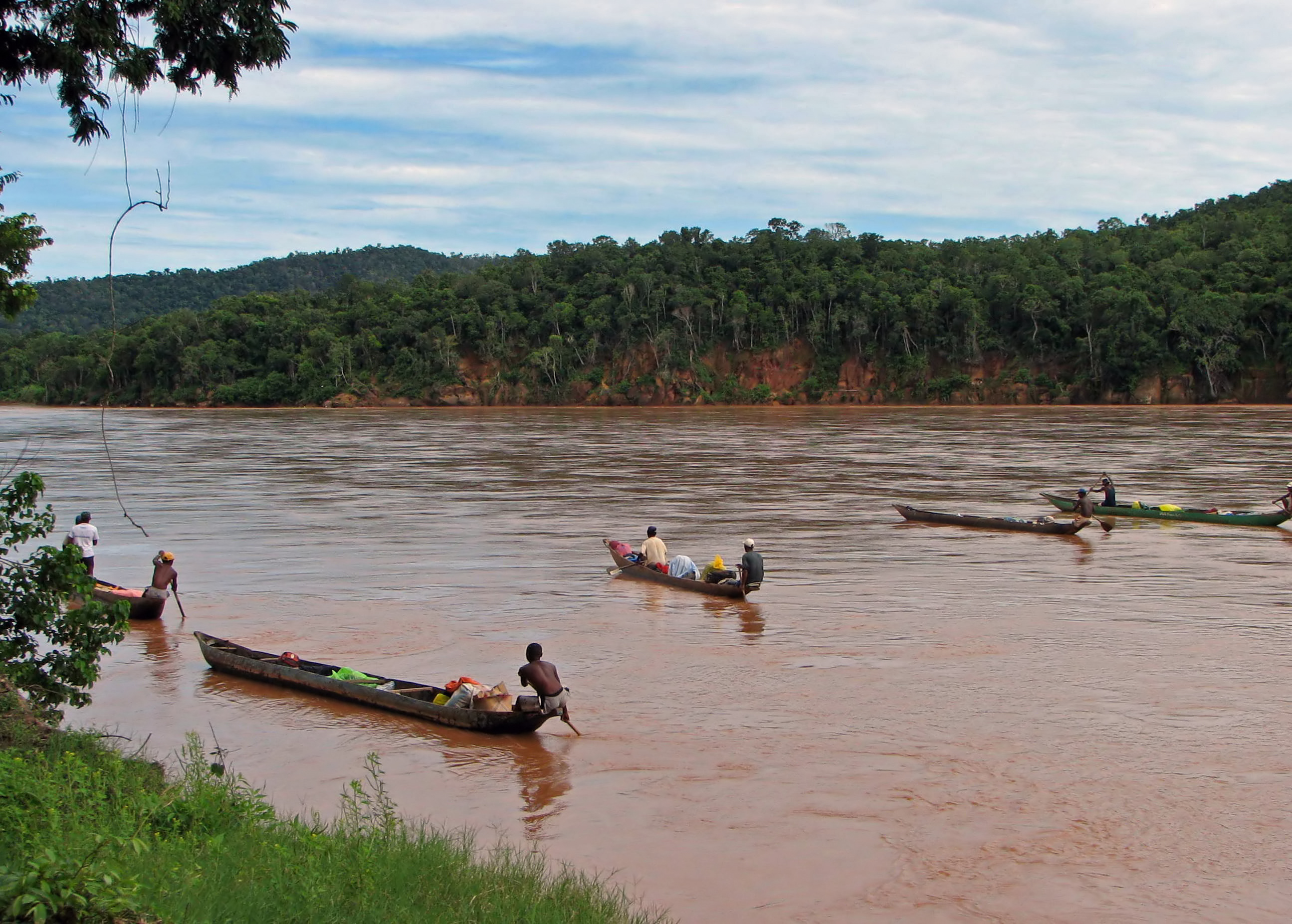

齊里比希納河，是馬達加斯加的河流，位於該國中西部，流經貝馬拉哈國家公園，河道全長100公里，流域面積49,800平方公里，發源自米安德里瓦祖附近，最終注入莫桑比克海峽。